# Giao thông Nhật Bản

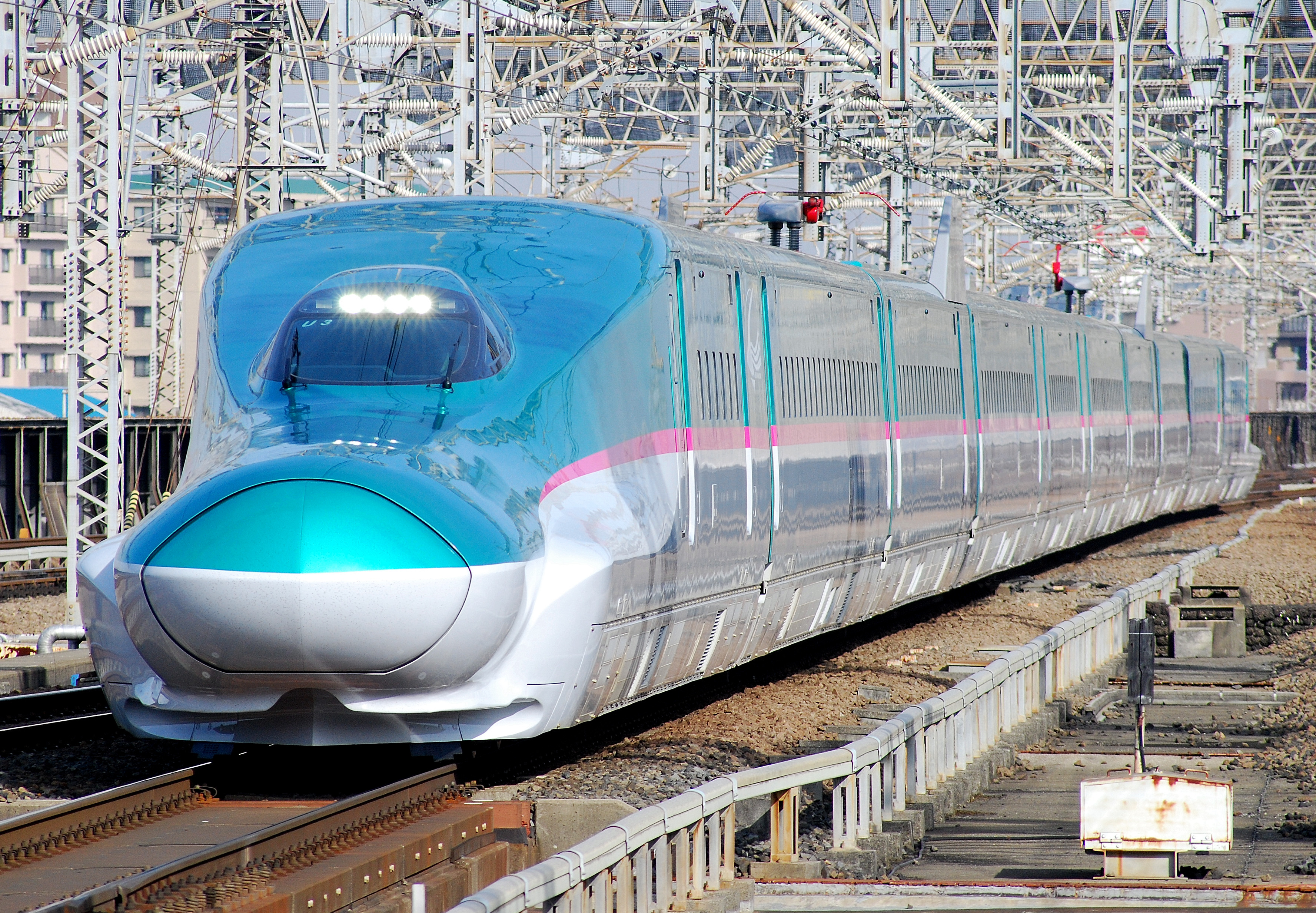
Một phiên bản tàu hỏa shinkansen JR East E5

Giao thông ở Nhật Bản rất hiện đại và phát triển cao. Ngành giao thông vận tải của Nhật Bản nổi bật vì hiệu quả năng lượng của nó: nó sử dụng ít năng lượng hơn trên mỗi đầu người so với các nước khác, nhờ vào một tỷ lệ cao của giao thông vận tải đường sắt và khoảng cách đi lại trung bình ngắn hơn. Giao thông ở Nhật Bản cũng rất đắt đỏ so với quốc tế, với các loại phí và thuế cao, đặc biệt là với vận tải ô tô.
Chi tiêu của Nhật Bản về đường giao thông là rất lớn: 1,2 triệu km đường trải nhựa là phương tiện giao thông chính. Nhật Bản sử dụng giao thông bên trái. Một mạng lưới duy nhất của các con đường có thu phí với tốc độ cao, được phân chia và hạn chế truy cập đã kết nối các thành phố lớn tại Nhật. Các con đường này được điều hành bởi các doanh nghiệp chuyên thu phí.
Hàng chục công ty đường sắt Nhật Bản cạnh tranh trong thị trường vận tải hành khách trong khu vực và địa phương; Ví dụ, bảy công ty của JR Group, Đường sắt Kintetsu, Đường sắt Seibu và Tổng công ty Keio. Thông thường, chiến lược của các doanh nghiệp này bao gồm việc xây dựng các khu bất động sản hoặc siêu thị bên cạnh ga tàu. Khoảng 250 tàu Shinkansen tốc độ cao kết nối các thành phố lớn. Tất cả các đoàn tàu này nổi tiếng vì chạy đúng giờ.
Có 176 sân bay, và sân bay lớn nhất trong nước, sân bay quốc tế Tokyo, là sân bay bận rộn nhất châu Á. Cổng quốc tế lớn nhất là sân bay Quốc tế Narita (khu vực Tokyo), sân bay Quốc tế Kansai (khu vực Osaka/Kobe/Kyoto), và sân bay Quốc tế Chūbu (khu vực Nagoya). Các cảng lớn nhất bao gồm cảng Nagoya.

## Đường sắt

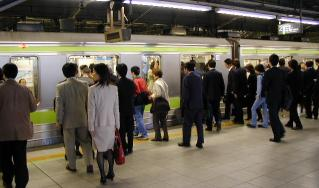
Tuyến metro Yamanote, Tokyo

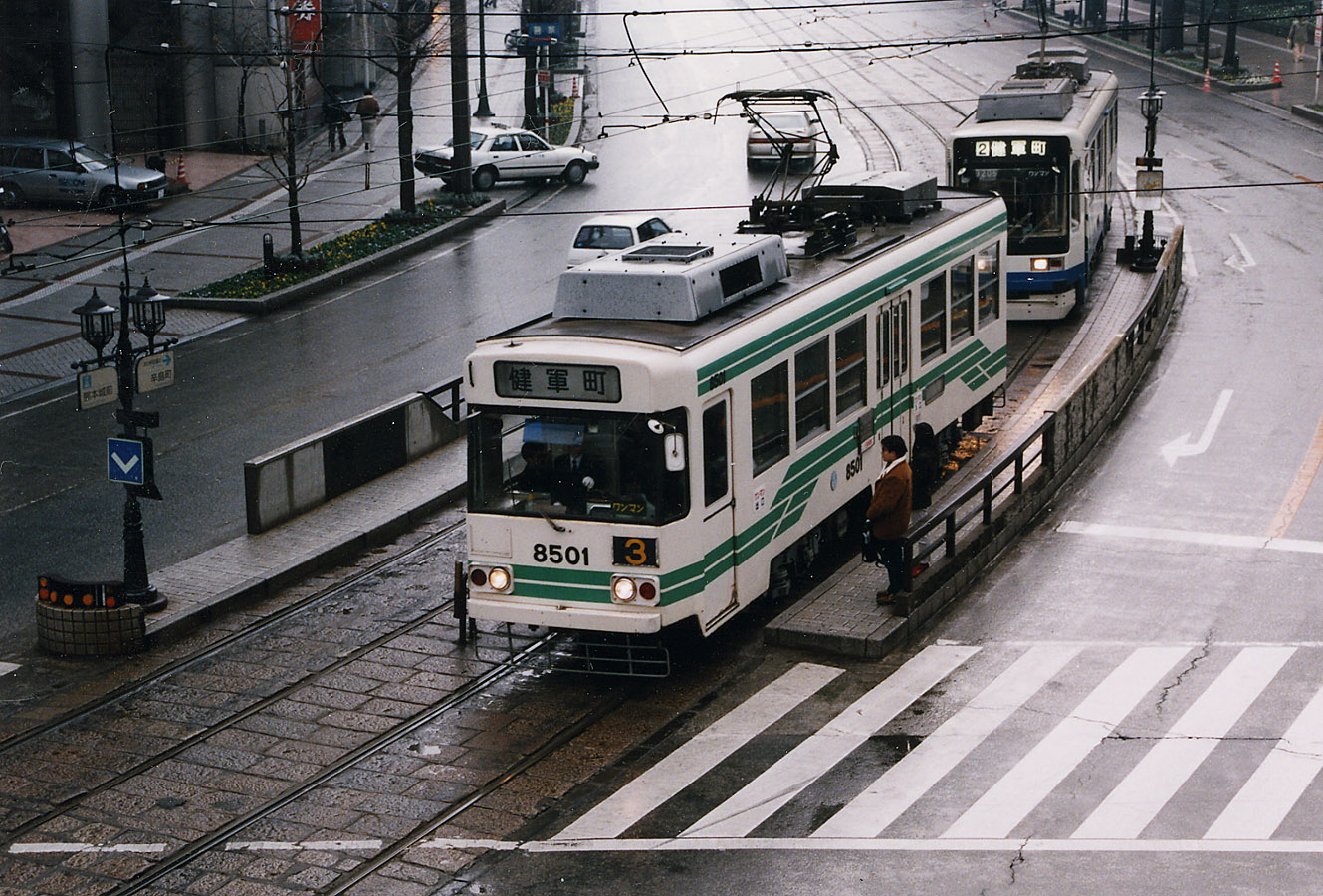
Một xe điện ở Nagasaki

Tại Nhật Bản, đường sắt là một trong những phương tiện vận tải hành khách chủ yếu, đặc biệt vận chuyển khối lượng hàng hóa lớn và với tốc độ cao giữa các thành phố lớn và cho người đi lại trong các vùng đô thị. Bảy công ty đường sắt Nhật Bản, do nhà nước điều hành cho đến năm 1987, bao phủ hầu hết các vùng của Nhật Bản. Ngoài ra cũng có dịch vụ đường sắt vận hành do các công ty đường sắt tư nhân hoặc chính phủ khu vực, hoặc các công ty được tài trợ bởi cả chính phủ khu vực và các công ty tư nhân.
Tổng độ dài đường sắt là 27,182 km bao gồm một vài chuẩn khoảng cách ray, phổ biến nhất trong đó là ray 1.067m, với 22,301 km độ dài, trong đó có 15,222 km đã được điện khí hóa.
Fukuoka, Kobe, Kyoto, Nagoya, Osaka, Sapporo, Sendai, Tokyo, và Yokohama có hệ thống tàu điện ngầm.
Hầu hết người Nhật đi bộ cho đến cuối thế kỷ 19. Đường sắt đầu tiên được xây dựng nối ga Shimbashi của Tokyo với ga Yokohama của Yokohama (bây giờ là ga Sakuragichō) vào năm 1872. Các tuyến đường sắt khác được phát triển ngay sau đó. Nhật Bản ngày nay là một trong những quốc gia có mạng lưới giao thông vận tải phát triển nhất trên thế giới. Giao thông đang phát triển tốt ở Nhật Bản, nhưng hệ thống đường đã không theo kịp và không đủ cho số lượng xe ô tô ở Nhật Bản. Điều này thường được giải thích vì thực tế xây dựng đường sá rất khó khăn ở Nhật Bản, vì mật độ dân số cao và việc hạn chế diện tích đất có thể sử dụng để xây dựng đường.

### Shinkansen

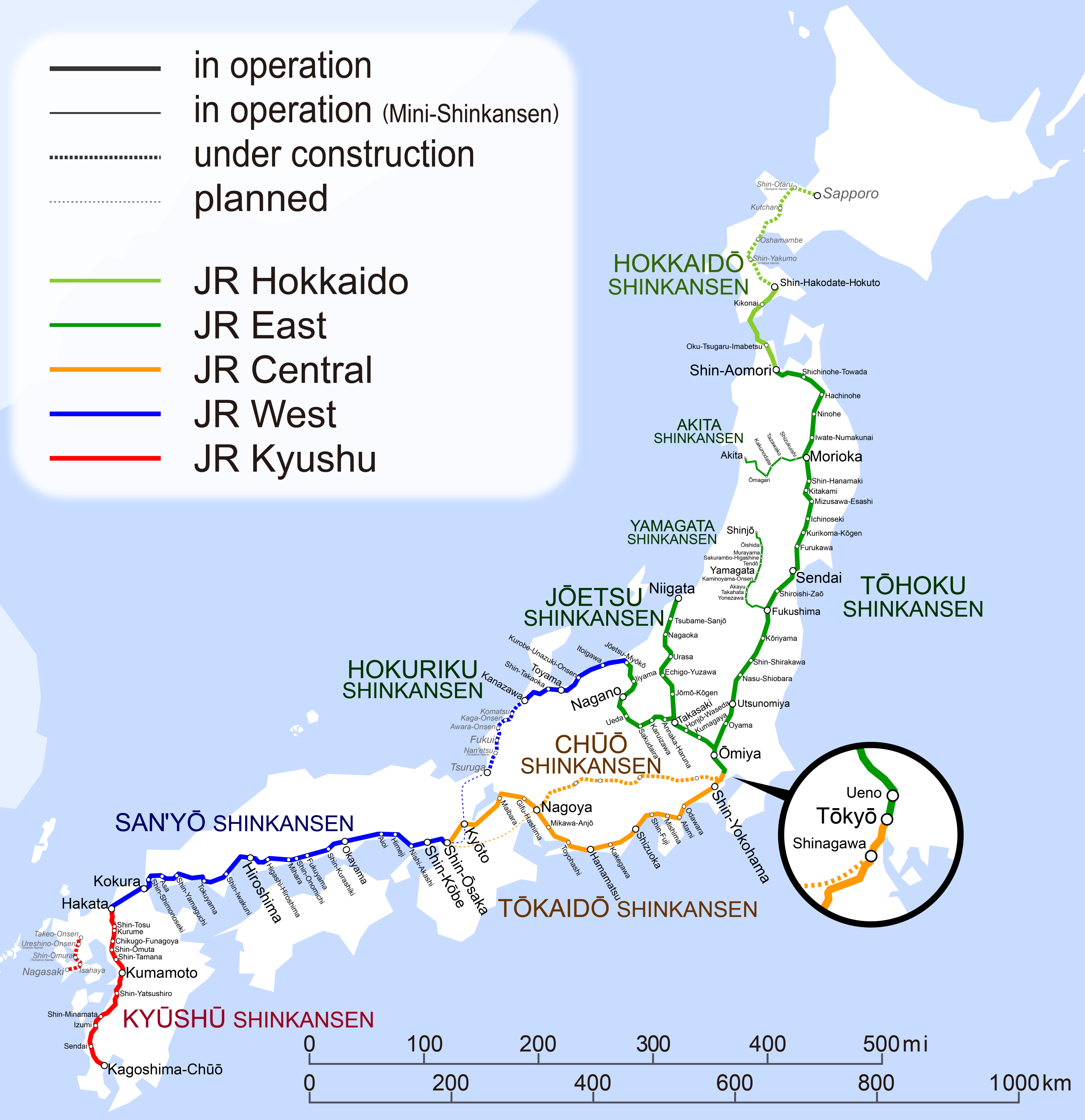
Bản đồ của các tuyến Shinkansen ngoại trừ tuyến Hakata-Minami và tuyến Gala-Yuzawa

Tàu shinkansen là các xe lửa chạy trên các tuyến đường sắt cao tốc. Có 8 tàu shinkansen chạy trên các tuyến đường dài 2,387 km (0 mi), hoàn toàn độc lập với các tuyến tàu chạy ngắn metro, với một vài trường hợp ngoại lệ. Shinkansen chiếm phần lớn hoạt động giao thông đường dài tại Nhật Bản, với hơn 10 tỷ lượt hành khách đã đi trên tất cả các tuyến. 1,114 chuyến chạy hàng ngày, với chuyến nhanh nhất là với các đầu máy JR Đông R5 và E6, vận hành với tốc độ tối đa 320 km/h (200 mph). Xe lửa shinkansen được biết đến là rất an toàn, không có tai nạn liên quan đến việc hành khách chết hoặc bị thương nào trong suốt 50 năm lịch sử. Shinkansen cũng nổi tiếng vì rất đúng giờ, tương tự với tất cả các phương tiện giao thông vận tải tại Nhật Bản. Trong năm 2003, trung bình thời gian trễ mỗi tàu trên Tōkaidō Shinkansen chỉ là 6 giây. Nhật Bản đã cố gắng để bán công nghệ làm Shinkansen ra nước ngoài, và đã giành được các hợp đồng xây dựng hệ thống xe lửa tương tự tại Ấn Độ, Thái Lan, và Hoa Kỳ.
Tuyến tàu shinkansen đầu tiên được xây dựng năm 1964 nối Tokyo và Osaka, và xe lửa bây giờ đi quãng đường trên trong 2 giờ 25 phút. Các tuyến shinkansen bổ sung sau đó kết nối Tokyo tới Aomori, Nigata, Kyoto, và Nagasaki; kết nối Osaka tới Fukuoka và Kagoshima, với các tuyến mới được xây dựng để kết nối tới Tsuruga, Sapporo và Nagasaki.
Nhật Bản đã phát triển công nghệ tàu đệm từ, và đã phá vỡ tốc độ kỷ lục thế giới trong tháng 4 năm 2015 với một con tàu đi với tốc độ 603 km/h (375 mph). Tàu Chūō Shinkansen, một dịch vụ tàu đệm từ thương mại hiện tại đang được xây dựng để kết nối Tokyo tới Nagoya và Osaka. Khi hoàn thành năm 2045 tàu này sẽ đi khoảng cách trên chỉ trong thời gian 67 phút, bằng một nửa thời gian của tàu shinkansen hiện tại.

## Đường bộ

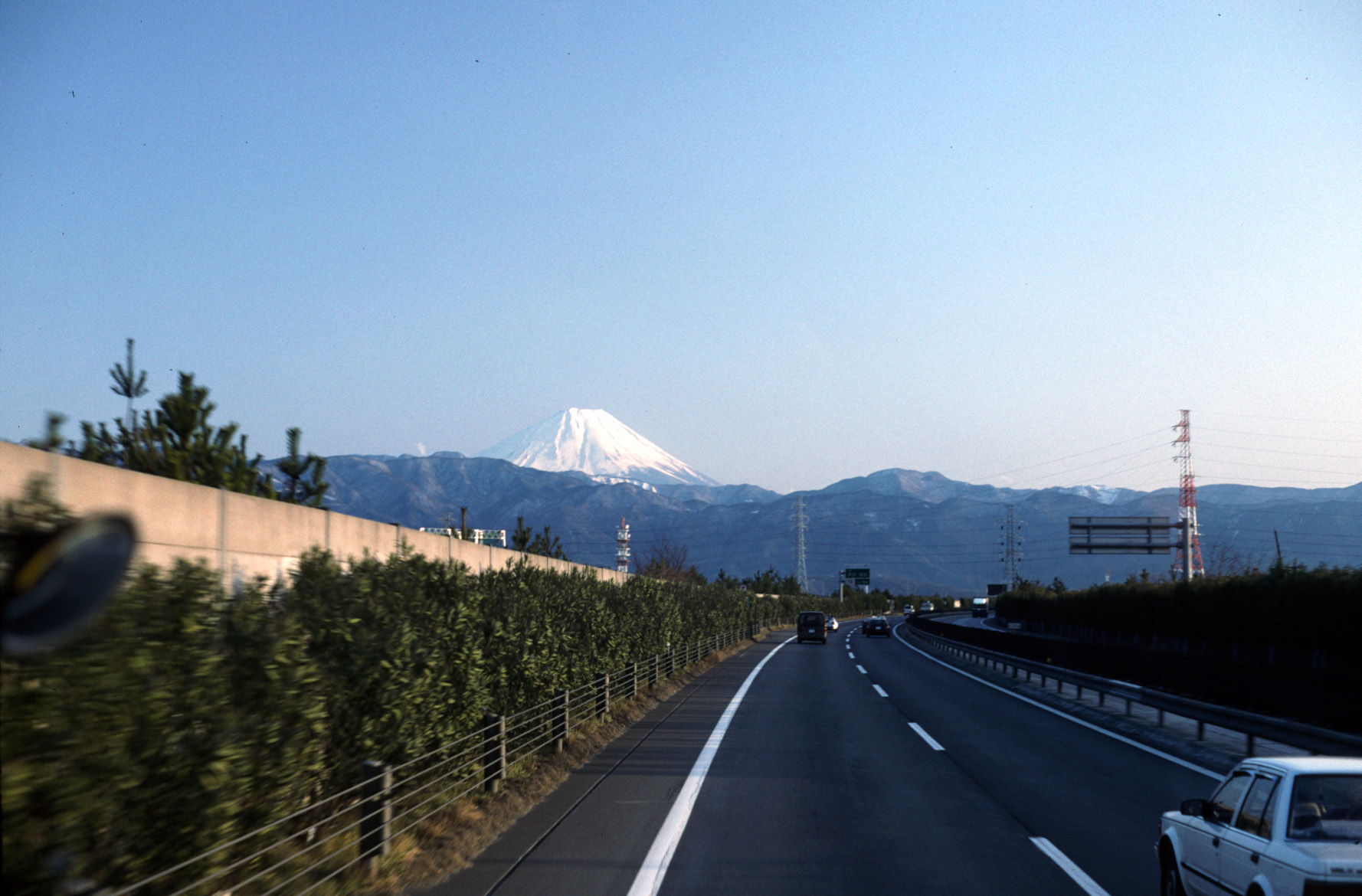
Núi Fuji nhìn từ Đường cao tốc Chuo

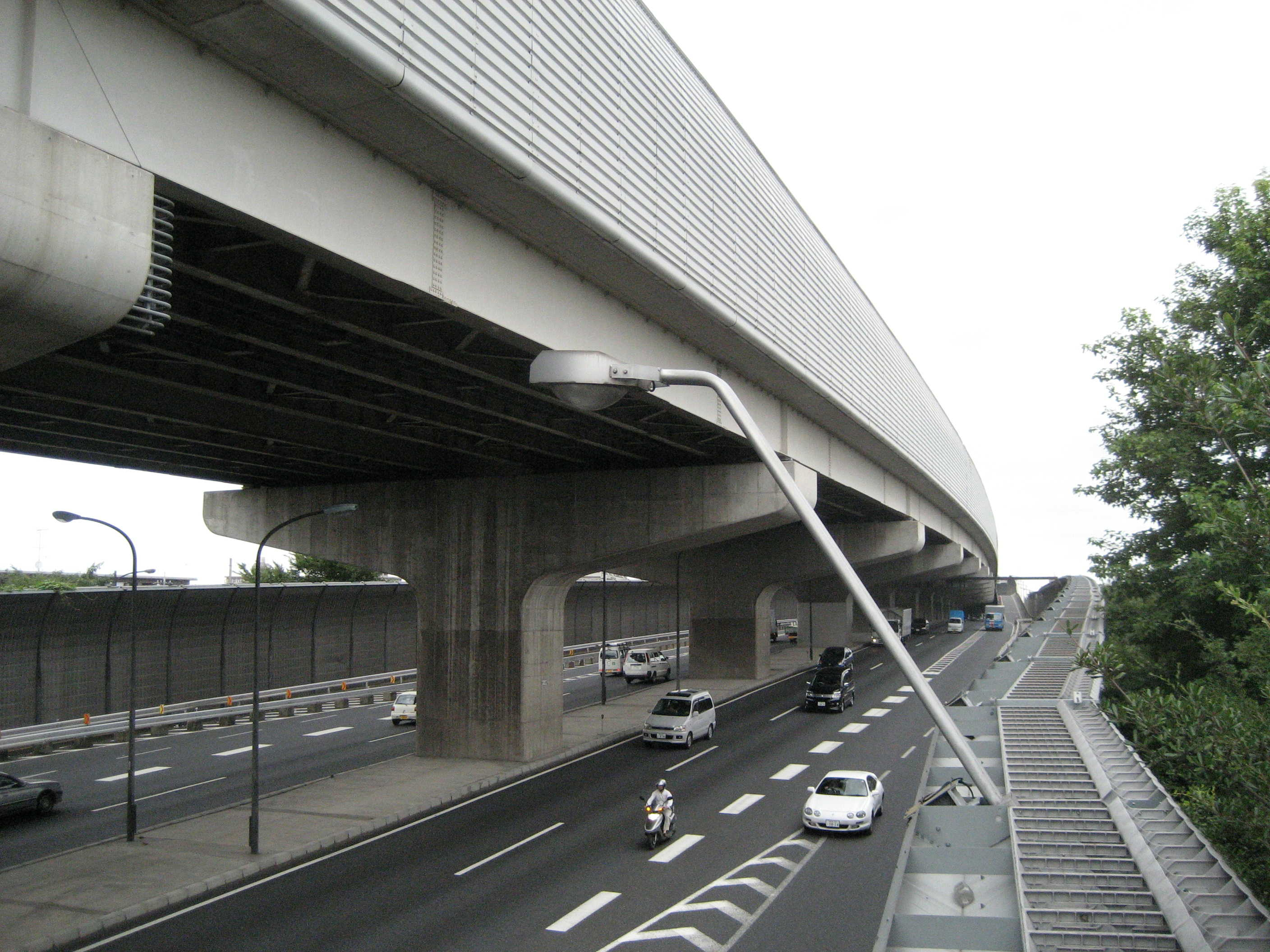
Điển hình của Nhật Bản, đường cao tốc nằm trên đường trong thành phố

Theo Bản niên giám thống kê 2015, Nhật Bản vào tháng 4 năm 2012 đã có khoảng 1,215,000 km đường bộ với 1,022,000 km đường trong thành phố, thị trấn và làng, 129,000 km đường của quận, 55,000 km đường của đường cao tốc quốc gia và 8,050 km đường siêu tốc quốc gia. Foreign Press Center/Japan trích dẫn tổng chiều dài của đường cao tốc là 7,641 km (năm tài chính 2008). Một mạng lưới duy nhất các đường cao tốc thu phí và phân chia giới hạn truy cập đã kết nối các thành phố lớn trên các vùng Honshu, Shikoku và Kyushu. Hokkaido có một mạng lưới đường riêng biệt, và đảo Okinawa có một đường cao tốc loại này. Trong năm 2005, các công ty thu phí, trước đây là Japan Highway Public Corporation, đã được chuyển thành công ty tư nhân, sở hữu công cộng, và đang có kế hoạch để bán một phần công ty. Mục đích của chính sách này là để khuyến khích cạnh tranh và giảm bớt mức phí.
Hành khách đường bộ và vận chuyển hàng hóa đã phát triển rõ rệt trong những năm 1980 khi việc sở hữu tư nhân các xe có động cơ tăng lên rất nhiều, cùng với chất lượng và quy mô mở rộng của đường bộ quốc gia. Công ty xe buýt bao gồm cả công ty xe buýt JR đều mở các tuyến xe buýt đường dài trên tất cả các tuyến đường siêu tốc quốc gia mở rộng. Không chỉ có giá vé tương đối thấp và ghế ngồi rộng rãi, những chiếc xe buýt được sử dụng nhiều bởi vì chúng hoạt động cả ban đêm, trong khi dịch vụ hàng không và xe lửa bị hạn chế.
Ngành vận tải phát triển nhanh vào những năm 1980, đạt kỷ lục 274.2 tỉ tấn-km trong năm 1990. Hàng hóa được xử lý bằng xe có động cơ, chủ yếu là xe tải trong năm 1990, đạt hơn 6 tỷ tấn, chiếm 90% khối lượng và chiếm 50% tấn-km của vận tải hàng hóa trong nước.
Những dự án xây dựng cơ sở hạ tầng lớn gần đây nhất là cầu Seto Vĩ Đại và Đường Cao Tốc Vịnh Tokyo.

### An toàn đường bộ
Các vụ tai nạn giao thông đã giảm ở Nhật Bản, một phần nhờ đạo luật nghiêm hơn về việc lái xe sau khi sử dụng đồ uống có cồn.
- Năm 2004 ghi nhận 7,358 người tử vong trên đường.
- Năm 2017 có 3,694 người tử vong trên tổng số 125 triệu dân.
- Năm 2019 ghi nhận 3,215 người tử vong, con số thấp nhất kể từ năm 1948, với tỉ lệ 25,4 người tử vong trên mỗi 1 triệu người, thấp hơn các quốc gia Châu Âu.

Ở Tokyo, tỉ lệ tử vong là 13 người trên mỗi một triệu người.

## Đường hàng không
Năm 2013, Nhật Bản có thị trường hàng không chở khách lớn thứ 4 thế giới với 105.913.000 hành khách.

## Đường biển
Nhật Bản được mạnh danh là siêu cường quốc về kinh tế biển, vì bờ biển có hình dạng răng cưa, có nhiều vịnh, sông ngòi nên rất thích hợp cho phát triển cảng, số liệu tính đến năm 2010 có 1079 cảng lớn nhỏ, các trung tâm cảng biển tập trung ở các vịnh lớn như Tokyo, Osaka, Ise…